# Syllepte asadias
Syllepte asadias là một loài bướm đêm trong họ Crambidae.